# الاتصالات في السودان
الاتصالات في السودان تشمل الهواتف الثابتة والمحمولة، والإنترنت، والراديو، والتلفزيون. ويستخدم ما يقرب من 12 مليون من أصل 45 مليون شخص الإنترنت، يعتمد بشكل رئيسي على الهواتف الذكية وأجهزة الحاسوب المحمولة.

## عصر ما قبل الخصخصة (حتى عام 1994)
كان لدى السودان خدمات الاتصالات السلكية واللاسلكية منذ عام 1897. وكانت جميع المنظمات التي تأسست لتقديم خدمات الاتصالات مملوكة للحكومة. وكانت هذه الكيانات، لجميع الأغراض العملية، كيانات تتمتع بقدر ضئيل أو معدوم من الاستقلال التشغيلي والمالي، كما كانت تتمتع بقدر ضئيل من السيطرة. على الرغم من العديد من خطط وجهود التنمية، ظلت حالة قطاع الاتصالات في البلاد سيئة للغاية حتى عام 1994. في ذلك الوقت، كان السودان يتمتع بأحد أدنى معدلات الانتشار (0.23%) حتى بالمعايير الإقليمية.[بحاجة لمصدر]

## عصر الخصخصة (1994 وما بعده)
وشدد برنامج الإنقاذ الاقتصادي الثلاثي السنوات (1990-1993)، الذي اعتمدته حكومة السودان، على دور الاتصالات في عملية التنمية الاجتماعية والاقتصادية ودعا إلى إزالة البيئة الاحتكارية في القطاع وإشراك القطاع العام. القطاع الخاص – سواء كان محلياً أو أجنبياً – في قطاع الاتصالات وكذلك في القطاعات الأخرى للتغلب على النقص المستمر في الاستثمار والأداء. ونتيجة لهذا البرنامج، أصبح هيكل قطاع الاتصالات في البلاد في الوقت الحاضر على النحو التالي:[بحاجة لمصدر]</link>
أ) الوزارة (وزارة الإعلام والاتصالات): المسؤولة عن السياسات والتشريعات.
ب) المنظم (الشركة الوطنية للاتصالات، NTC): المسؤول عن الوظائف التنظيمية.
ج) المشغلون ومقدمو الخدمات المرخصون: المسؤولون عن تشغيل الشبكات المرخصة وتقديم الخدمات.
لقد أدى تحرير وخصخصة قطاع الاتصالات، والسياسات واللوائح والخطط التي اعتمدتها حكومة السودان إلى خلق بيئة سياسات جاذبة لرأس المال ومشجعة للمنافسة عززت بناء بنية تحتية حديثة رقمية بالكامل في البلاد وتوفير مناخ مناسب لتعزيز تنمية تكنولوجيا المعلومات والاتصالات على الصعيد الوطني. إن التحول والإنجازات التي شهدها قطاع الاتصالات السوداني بالإضافة إلى الاستخدام المتزايد والمتنوع لخدمات مركز التجارة الدولية بما في ذلك خدمات الإنترنت وتطبيقاتها، جعل السودان من بين الدول الأكثر تطوراً في أفريقيا.
مقدمو الخدمات[بحاجة لمصدر]
| المشغل/مقدم الخدمة                 | تاريخ الترخيص  | تقنية                          | سعة الشبكة | تغطية على مستوى البلد | المشتركون   |
| ---------------------------------- | -------------- | ------------------------------ | ---------- | --------------------- | ----------- |
| زين السودان                        | 14 أغسطس 1996  | 3.5G (GSM and WCDMA)+ 4G (LTE) | غير معروف  | 120 موقعاً             | 12,000,000+ |
| إم تي إن السودان                   | 25 أكتوبر 2003 | 3G+ (GSM) 4G (LTE)             | 1,100,000  | 35 موقعاً              | 1,788,237   |
| سوداتل                             | 2 فبراير 2006  | 3.75G (CDMA) 4G (LTE)          | 4,000,000  | 145 موقعاً             | 3,000,000   |
| كانار للاتصالات السلكية واللاسلكية | أبريل 2005     | 3G (CDMA)                      | غير معروف  | غير معروف             | غير معروف   |

## تطور قطاع الاتصالات (1994 إلى سبتمبر 2006)
الخدمات الثابتة[بحاجة لمصدر]
| سوداتل                 | 19 أبريل 1993  | TDM/MPLS     | 1,493,674 | 200 موقع | 411,000 |
| كانار (التنقل المحدود) | 11 أكتوبر 2004 | IP-MPLS/CDMA | 250,000   | 5 موقع   | 104,720 |
نمو الاتصالات الثابتة والمتنقلة[بحاجة لمصدر]
|      |                  | 1994 | 2000 | 2004 | 2005 | 2006 |
| ---- | ---------------- | ---- | ---- | ---- | ---- | ---- |
| ثابت | السعة x 1000     | 150  | 416  | 1500 | 1500 | 1500 |
|      | المشتركون x 1000 | 64   | 386  | 1929 | 680  | 515  |
| جوال | السعة x 1000     | —    | 20   | 1250 | 2000 | 4800 |
|      | المشتركون x 1000 | —    | 1    | 1050 | 1866 | 3370 |

## الهواتف
- رمز الاتصال: +249 [3]
- بادئة المكالمة الدولية: 00 [4]
- الخطوط الرئيسية: 425.000 خط قيد الاستخدام، المرتبة 101 على مستوى العالم (2012).[3]
- الهواتف المحمولة: 27.7 مليون، المرتبة 38 على مستوى العالم (2012).[3]
- محليًا: نظام مجهز تجهيزًا جيدًا وفقًا للمعايير الإقليمية؛ بدأت الاتصالات الخلوية في عام 1996 وتوسعت بشكل كبير مع تغطية واسعة لمعظم المدن الكبرى، وترحيل الراديو بالموجات الدقيقة، والكابلات، والألياف الضوئية، والاتصالات الهاتفية الراديوية، والانتثار التروبوسفيري، ونظام الأقمار الصناعية المحلية مع 14 محطة أرضية (2010).[3]
- كابلات الاتصالات: أنظمة الكابلات البحرية من الألياف الضوئية EASSy و FLAG / FALCON (2010).[3]
- المحطات الأرضية الفضائية: 1 إنتل سات (المحيط الأطلسي)، 1 عربسات (2010).[3]

## إنترنت
اعتبارًا من عام 2011، أصبح الوصول إلى الإنترنت متاحًا على نطاق واسع في المناطق الحضرية، ولكنه محدود بسبب نقص البنية التحتية في المناطق الريفية.
- مستخدمو الإنترنت : 12 مليون مستخدم، المركز 46 على مستوى العالم؛ 21.0٪ من السكان، 142 في العالم (2012).[6][7]
- النطاق الثابت: 18472 اشتراكًا، في المرتبة 131 على مستوى العالم؛ 0.1% من السكان، المرتبة 172 في العالم (2012).[6][8]
- النطاق اللاسلكي: 5.6 مليون اشتراك، في المرتبة 31 على مستوى العالم؛ 16.4% من السكان، المرتبة 78 في العالم (2012).[9]
- مضيفو الإنترنت: 99، 211 في العالم (2012).[3]
- IPv4: خُصص 283,904 عنوان، أي أقل من 0.05% من الإجمالي العالمي، 6.3 عنوان لكل 1000 شخص (2012).[10][11][12]
- نطاق المستوى الأعلى: .sd[3]

### الرقابة والمراقبة على الإنترنت
أدرجت دولة السودان على أنها منخرطة في تصفية الإنترنت بشكل كبير في المجالات الاجتماعية وأدوات الإنترنت، وفي التصفية الانتقائية في المجال السياسي، ولا يوجد دليل على التصفية في منطقة الصراع/الأمن من قبل مبادرة إنترنت مفتوح في أغسطس 2009. ويعترف السودان علناً بفلترة المحتوى الذي ينتهك الآداب العامة والأخلاق أو يهدد النظام. أنشأت الهيئة التنظيمية بالدولة وحدة خاصة لمراقبة وتنفيذ عمليات الترشيح؛ يستهدف هذا في المقام الأول المواد الإباحية، وبدرجة أقل، محتوى المثليين والمثليات، ومواقع المواعدة، والملابس الاستفزازية، والعديد من مواقع الويب المجهولة والوكيلة.
وتقوم الحكومة بمراقبة الاتصالات عبر الإنترنت، ويقوم جهاز المخابرات والأمن الوطني بقراءة رسائل البريد الإلكتروني بين المواطنين العاديين. تقوم المؤسسة الوطنية للاتصالات بحظر بعض المواقع الإلكترونية ومعظم خوادم البروكسي التي تعتبر مسيئة للأخلاق العامة. على الرغم من عدم وجود قيود بشكل عام على الوصول إلى مواقع الأخبار والمعلومات على الويب، إلا أن السلطات تمنع الوصول إلى موقع يوتيوب بشكل منتظم. خلال المظاهرات المناهضة للحكومة في يونيو/حزيران ويوليو/تموز 2012، منعت السلطات الوصول إلى العديد من منتديات النقاش الشعبية على الإنترنت. كما اعتقلت الأجهزة الأمنية العديد من مدونة الأسرة المغربية خلال هذه الفترة، واعتقد المعلقون بأن الحكومة استخدمت وسائل التواصل الاجتماعي لتعقب المتظاهرين واعتقالهم.
وينص الدستور الوطني المؤقت على حرية الفكر والتعبير والصحافة "على النحو الذي ينظمه القانون". ومع ذلك، فإن الحكومة تقيد بشدة هذه الحقوق. يتعرض الأفراد الذين ينتقدون الحكومة علنًا أو سرًا للتهديد، بما في ذلك الاعتقال. ويتعرض الصحفيون للاعتقال والمضايقة والترهيب والعنف بسبب تقاريرهم. وتمارس الحكومة، بما في ذلك جهاز الأمن والمخابرات الوطني، رقابة مباشرة قبل النشر على جميع أشكال وسائل الإعلام. ويمارس الصحفيون أيضًا الرقابة الذاتية. ويلجأ جهاز الأمن والمخابرات الوطني إلى اتخاذ إجراءات قانونية ضد الصحفيين، حيث يرفع دعاوى تشهير بسبب قصص تنتقد الحكومة وأجهزة الأمن.
وفي ديسمبر/كانون الأول 2011، ألغت المحكمة العليا قرار محكمة أدنى درجة ضد العديد من الصحفيين المتهمين، لكن جهاز الأمن والمخابرات الوطني قدم التماساً لإعادة النظر في قرار المحكمة العليا. رفضت المحكمة العليا الاستئناف الذي قدمه جهاز الأمن والمخابرات الوطني في سبتمبر/أيلول 2012، لكن جهاز الأمن استمر في ملاحقة قضايا التشهير ضد العديد من الصحفيين الآخرين. يحظر الدستور الوطني المؤقت والقانون التدخل التعسفي في الخصوصية أو الأسرة أو المنزل أو المراسلات، لكن الحكومة تنتهك هذه الحقوق بشكل روتيني. تجيز قوانين الطوارئ في ولايتي دارفور والنيل الأزرق التدخل في الخصوصية والأسرة والمنزل والمراسلات. وتقوم قوات الأمن في كثير من الأحيان بعمليات تفتيش دون أوامر قضائية وتستهدف الأشخاص المشتبه في ارتكابهم جرائم سياسية. وتراقب الحكومة الاتصالات الخاصة وحركة الأفراد دون اتباع الإجراءات القانونية الواجبة.
وفي عام 2019، حجبت خدمات الإنترنت في السودان في الفترة من 3 يونيو إلى 7 يوليو.

## الإذاعة والتلفزيون
- الإذاعة: تسيطر عليها الحكومة السودانية بشكل مباشر (2007)؛[3] محطة إذاعية خاصة قيد التشغيل (2007)؛[3] 22 محطة AM ومحطة بث واحدة على الموجات القصيرة (HF).[بحاجة لمصدر]
- أجهزة الراديو: 13.7 مليون. [بحاجة لتحديث]
- التلفزيون: تسيطر عليه الحكومة السودانية بشكل مباشر (2007)؛[3] 95 محطة بث.[بحاجة لمصدر]
- أجهزة التلفاز: 6.7 مليون.[بحاجة لتحديث]

تُشغل الحكومة البث الإذاعي والتلفزيوني، ويدير تلفزيون السودان ثلاث محطات تقع في أم درمان ولاية الجزيرة وعطبرة. وتقع المحطة الإذاعية الرئيسية التابعة لهيئة الإذاعة الوطنية السودانية في أم درمان، بالإضافة إلى محطة إقليمية في جوبا في الجنوب.[بحاجة لمصدر] تتوفر بعض البرامج الإذاعية الأجنبية على الموجات القصيرة، وتستمر محطة راديو FM خاصة في العمل. وتفرض الحكومة قيودا على إذاعة الأمم المتحدة. بالإضافة إلى خدمات التلفزيون المحلية والفضائية، هناك شبكة كابل خاصة تعيد بث الأخبار الأجنبية والبرامج الأخرى غير الخاضعة للرقابة مباشرة.
تواصل الحكومة، بما في ذلك جهاز المخابرات والأمن الوطني، ممارسة الرقابة المباشرة المسبقة على جميع أشكال وسائل الإعلام. تسيطر الحكومة بشكل مباشر على الإذاعة والتلفزيون وتشترط أن يعكس كل منهما سياسات الحكومة. في أعقاب انقلاب عام 1989، قام مجلس قيادة الثورة للإنقاذ الوطني بطرد العديد من المذيعين من تلفزيون السودان لأن ولائهم للحكومة الجديدة وسياساتها كان موضع شك.[بحاجة لمصدر]
في معارضة شبكة البث الرسمية، قام الجيش الشعبي لتحرير السودان بتشغيل محطة إذاعية سرية خاصة به، راديو الجيش الشعبي لتحرير السودان، من أجهزة إرسال سرية داخل البلاد ومن منشآت في إثيوبيا. كان البث الإذاعي للجيش الشعبي لتحرير السودان باللغتين العربية والإنجليزية ومختلف لغات الجنوب. وفي عام 1990، بدأ التحالف الوطني الديمقراطي البث على ترددات إذاعة الجيش الشعبي لتحرير السودان.[بحاجة لمصدر]
بدأت محطة إذاعية سرية أخرى، راديو دبنقا، البث في ديسمبر 2008 باستخدام أجهزة إرسال الموجات القصيرة لإذاعة هولندا العالمية، قامت إذاعة أم درمان التي تديرها الحكومة بتشغيل إشارات تشويش لمحاولة التدخل في الاستقبال أثناء أوقات بث راديو دبنقا، لكن جهود التشويش هذه لم تكن فعالة، ويرجع ذلك جزئيًا إلى استخدام راديو دبنقا لترددين للموجات القصيرة.

## أنظر أيضا
- إعلام السودان، ويتضمن معلومات عن الإذاعة والتلفزيون والصحف.
- تلفزيون السودان، هيئة الإذاعة الوطنية السودانية (SNBC)، شبكة تلفزيون وطنية باللغة العربية تملكها وتديرها الحكومة.
- شركة سوداتل، وهي شركة تقدم خدمات الاتصالات والإنترنت، مملوكة للحكومة السودانية بنسبة تزيد عن 60% والباقي مملوكة لمصالح خاصة.